# Retrato iluminado
Retrato Iluminado es el quinto álbum oficial como solista del cantautor chileno Manuel García. Fue lanzado digitalmente el 8 de julio de 2014,[cita requerida] y dos días después en su forma física.[cita requerida] El disco compacto fue lanzado por el nuevo sello discográfico chileno CHV Música.[cita requerida]
Varias de las canciones de este álbum, ya eran conocidas por ser tocadas en sus conciertos del 2013 denominadas Guitarras diamantes en el Teatro Caupolicán y en el Centro Cultural Matucana 100, tales como «La aguja», «La flor rubí», «El negro Manuel», entre otras.[cita requerida]
Dos otras canciones fueron utilizadas como temas principales en producciones televisivas de Chilevisión sobre las violaciones contra los derechos humanos cometidas por la dictadura de Pinochet: «Canción del desvelado» (Ecos del desierto; 2013) y «Retrato iluminado» (El juez, la víctima y el victimario; 2014).
Además, el álbum cuenta con las colaboraciones de Ángel Parra Padre, Ángel Parra Hijo y Javiera Parra.[cita requerida]
El primer sencillo de este álbum es la canción «Medusa», lanzada el 14 de mayo en el Bar Liguria de la comuna de Providencia, en Santiago de Chile.[cita requerida]
El lanzamiento oficial se realizó el 29 de agosto de 2014 en Movistar Arena.[cita requerida]
El 24 de agosto de 2014 es certificado disco de platino, por sus altas ventas.

## Lista de canciones

### Disco 1
Todas las canciones escritas y compuestas por Manuel García, salvo que se indique lo contrario. 
| N.º   | Título            | Escritor(es)                      | Duración |  |
| 1.    | «La aguja»        |                                   | 3:44     |  |
| 2.    | «La luz»          |                                   | 4:05     |  |
| 3.    | «Raíces»          |                                   | 3:44     |  |
| 4.    | «Medusa»          |                                   | 4:14     |  |
| 5.    | «María»           |                                   | 4:39     |  |
| 6.    | «Letras chinas»   |                                   | 3:34     |  |
| 7.    | «Tu sombra de mí» | Manuel García, Ángel Parra (hijo) | 3:56     |  |
| 8.    | «La flor rubí»    |                                   | 4:03     |  |
| 9.    | «El clan Parra»   | Manuel García, Ángel Parra (hijo) | 3:36     |  |
| 35:39 |                   |                                   |          |  |

### Disco 2
| N.º   | Título                    | Escritor(es)                      | Duración |  |
| 1.    | «Retrato iluminado»       | Manuel García, Ángel Parra        | 3:41     |  |
| 2.    | «Canción del desvelado»   |                                   | 4:21     |  |
| 3.    | «Noche montuna»           |                                   | 3:41     |  |
| 4.    | «Carbón»                  |                                   | 2:52     |  |
| 5.    | «El diablo»               | Popular chilena                   | 1:15     |  |
| 6.    | «Cachimbo pues»           |                                   | 3:31     |  |
| 7.    | «El huerto de los deseos» |                                   | 2:21     |  |
| 8.    | «El negro Manuel»         | Manuel García, Ángel Parra (hijo) | 3:37     |  |
| 9.    | «Caballito de mar»        |                                   | 5:11     |  |
| 10.   | «Pupila de águila»        | Violeta Parra                     | 3:07     |  |
| 33:41 |                           |                                   |          |  |

## Sencillos
| Año  | Canción  | Máxima posición     |
| Año  | Canción  | CHI[cita requerida] |
| ---- | -------- | ------------------- |
| 2014 | «Medusa» | 45                  |
| 2014 | «La Luz» | —                   |
| 2014 | «María»  | —                   |

### Otras canciones posicionadas en listas
| Año  | Canción                 | Máxima posición     |
| Año  | Canción                 | CHI[cita requerida] |
| ---- | ----------------------- | ------------------- |
| 2014 | «Canción del desvelado» | 61                  |
| 2014 | «La aguja»              | 77                  |